# Miconia lateriflora
Miconia lateriflora är en tvåhjärtbladig växtart som beskrevs av Célestin Alfred Cogniaux. Miconia lateriflora ingår i släktet Miconia och familjen Melastomataceae. Utöver nominatformen finns också underarten M. l. monticellensis.